# Piotr Giza
Piotr Giza (Cracovia, 28 febbraio 1980) è un allenatore di calcio ed ex calciatore polacco, di ruolo centrocampista.

## Carriera

### Club

#### Giocatore
Cresciuto nel Kabel Cracovia, viene acquistato dal Wisla Cracovia, che lo inserisce in prima squadra nella stagione 1996-1997. Torna quindi al Kabel Cracovia, con cui disputa tre stagioni.
Nell'estate del 2000 viene acquistato dallo Świt Krzeszowice.
Entrato nella rosa del KS Cracovia, al termine della stagione 2003-2004 ottiene la promozione in I Liga. Ha esordito in Coppa di Lega il 30 luglio 2004, contro la Zagłębie Lubin.
La sua esperienza nella squadra si è conclusa a seguito di un periodo in cui, a causa di dissapori con l'allenatore Stefan Majewski, non era più incluso nei titolari.
Con il Cracovia totalizza 79 presenze e 16 reti in I liga.
Nel 2007 si è trasferito in prestito al Legia Varsavia che, nonostante prestazioni altalenanti, l'ha acquistato a titolo definitivo dalla stagione 2008/09.
Finito ai margini della rosa del Legia Varsavia, nel gennaio 2011 si trasferisce a titolo definitivo al KS Cracovia, in cui torna dopo l'esperienza dal 2002 al 2007. Al termine della stagione rimane svincolato.

#### Allenatore
Il 30 agosto 2012 diventa allenatore del Skawinka Skawina. Nel settembre 2013 viene sostituito da Rafal Jędrszczyk.

### Nazionale
Giza ha disputato cinque partite con la Nazionale polacca, fra il 2005 e il 2006, in cui non mette a segno alcuna rete.

## Statistiche

### Presenze e reti nei club
| Stagione                | Squadra                 | Campionato              | Campionato | Campionato | Totale   | Totale |
| Stagione                | Squadra                 | Campionato              | Presenze   | Reti       | Presenze | Reti   |
| ----------------------- | ----------------------- | ----------------------- | ---------- | ---------- | -------- | ------ |
| 1996-1997               | Wisła Cracovia          | I                       | ?          | ?          | ?        | ?      |
| 1997-1998               | Kabel Cracovia          | III                     | ?          | ?          | ?        | ?      |
| 1998-1999               | Kabel Cracovia          | IV                      | ?          | ?          | ?        | ?      |
| 1999-2000               | Kabel Cracovia          | IV                      | ?          | ?          | ?        | ?      |
| Totale Kabel Cracovia   | Totale Kabel Cracovia   | Totale Kabel Cracovia   | ?          | ?          | ?        | ?      |
| 2000-2001               | Świt Krzeszowice        | IV                      | ?          | ?          | ?        | ?      |
| 2001-2002               | Świt Krzeszowice        | III                     | ?          | ?          | ?        | ?      |
| Totale Świt Krzeszowice | Totale Świt Krzeszowice | Totale Świt Krzeszowice | ?          | ?          | ?        | ?      |
| 2002-2003               | KS Cracovia             | III                     | ?          | ?          | ?        | ?      |
| 2003-2004               | KS Cracovia             | II                      | 29         | 5          | 29       | 5      |
| 2004-2005               | KS Cracovia             | I                       | 26         | 5          | 26       | 5      |
| 2005-2006               | KS Cracovia             | I                       | 24         | 4          | 24       | 4      |
| 2006-2007               | KS Cracovia             | I                       | 29         | 7          | 29       | 7      |
| Totale KS Cracovia      | Totale KS Cracovia      | Totale KS Cracovia      | 108+       | 21+        | 108+     | 21+    |
| 2007-2008               | Legia Varsavia          | I                       | 24         | 3          | 24       | 3      |
| 2008-2009               | Legia Varsavia          | E                       | 22         | 5          | 22       | 5      |
| 2009-2010               | Legia Varsavia          | E                       | 19         | 0          | 19       | 0      |
| 2010-gen. 2011          | Legia Varsavia          | E                       | 1          | 0          | 1        | 0      |
| Totale Legia Varsavia   | Totale Legia Varsavia   | Totale Legia Varsavia   | 66         | 8          | 66       | 8      |
| gen.-giu. 2011          | KS Cracovia             | E                       | 5          | 0          | 5        | 0      |
| Totale carriera         | Totale carriera         | Totale carriera         | 179+       | 29+        | 179+     | 29+    |

### Cronologia presenze e reti in Nazionale
| Cronologia completa delle presenze e delle reti in nazionale ― Polonia | Cronologia completa delle presenze e delle reti in nazionale ― Polonia | Cronologia completa delle presenze e delle reti in nazionale ― Polonia | Cronologia completa delle presenze e delle reti in nazionale ― Polonia | Cronologia completa delle presenze e delle reti in nazionale ― Polonia | Cronologia completa delle presenze e delle reti in nazionale ― Polonia | Cronologia completa delle presenze e delle reti in nazionale ― Polonia | Cronologia completa delle presenze e delle reti in nazionale ― Polonia |
| Data                                                                   | Città                                                                  | In casa                                                                | Risultato                                                              | Ospiti                                                                 | Competizione                                                           | Reti                                                                   | Note                                                                   |
| ---------------------------------------------------------------------- | ---------------------------------------------------------------------- | ---------------------------------------------------------------------- | ---------------------------------------------------------------------- | ---------------------------------------------------------------------- | ---------------------------------------------------------------------- | ---------------------------------------------------------------------- | ---------------------------------------------------------------------- |
| 28-4-2005                                                              | Chicago                                                                | Messico                                                                | 1 – 1                                                                  | Polonia                                                                | Amichevole                                                             | -                                                                      | 84’                                                                    |
| 16-11-2005                                                             | Ostrowiec Świętokrzyski                                                | Polonia                                                                | 3 – 1                                                                  | Estonia                                                                | Amichevole                                                             | -                                                                      | 83’                                                                    |
| 28-3-2006                                                              | Riyad                                                                  | Arabia Saudita                                                         | 1 – 2                                                                  | Polonia                                                                | Amichevole                                                             | -                                                                      | 62’                                                                    |
| 14-5-2006                                                              | Wronki                                                                 | Polonia                                                                | 4 – 0                                                                  | Fær Øer                                                                | Amichevole                                                             | -                                                                      | 63’                                                                    |
| 6-12-2006                                                              | Abu Dhabi                                                              | Emirati Arabi Uniti                                                    | 2 – 5                                                                  | Polonia                                                                | Amichevole                                                             | -                                                                      | 46’                                                                    |
| Totale                                                                 |                                                                        | Presenze                                                               | 5                                                                      |                                                                        | Reti                                                                   | 0                                                                      |                                                                        |